# Рипенда Вербанци
Рипенда Вербанци (итал. Ripenda Verbanzio) је насељено место у Републици Хрватској у Истарској жупанији. Административно је у саставу града Лабина.

## Становништво
Према последњем попису становништва из 2001. године у насељу Рипенда Вербанци живело je 96 становника који су живели у тридесет једном породичном домаћинставу.
Кретање броја становника по пописима 1857—2001.
| година пописа  | 1857. | 1869. | 1880. | 1890. | 1900. | 1910. | 1921. | 1931. | 1948. | 1953. | 1961. | 1971. | 1981. | 1991. | 2001. |
| бр. становника | 642   | 614   | 262   | 230   | 249   | 264   | 1191  | 1212  | 274   | 260   | 211   | 168   | 129   | 107   | 96    |

Напомена:Од 1880. до 1910. исказивано под именом Врбанци, од 1921. до 1971. Рипенда-Врбанци те у 1981. и 1991. под именом Рипенда Врбанци. У 1857., 1869., 1921. и 1931. садржи податке за насеља Рабац, Рипенда Коси, Рипенда Крас и Салаковци, а у 1880. део података за насеље Рабац (бивше насеље Горњи Рабац).